# Jaszyce
Jaszyce – wieś w Polsce położona w województwie dolnośląskim, w powiecie trzebnickim, w gminie Trzebnica.

## Podział administracyjny
Miejscowość administracyjnie należy do województwa dolnośląskiego. W latach 1975–1998 należała do województwa wrocławskiego.

## Nazwa
Nazwa należy do grupy nazw patronomicznych i pochodzi od staropolskiego nazwiska założyciela miejscowości Jezierskiego. Heinrich Adamy w swoim dziele o nazwach miejscowości na Śląsku wydanym w 1888 roku we Wrocławiu wymienia jako najstarszą zanotowaną nazwę miejscowości Jesericz podając jej znaczenie "Dorf des Jesierski" czyli po polsku "Wieś Jesierskiego".

## Historia
Majątek Jaszyce (dawniej Jeschutz) należał, w początkach XIX wieku, do rodziny Von Salisch, która według zapisów jest znana od 1294 roku.